# 조깅

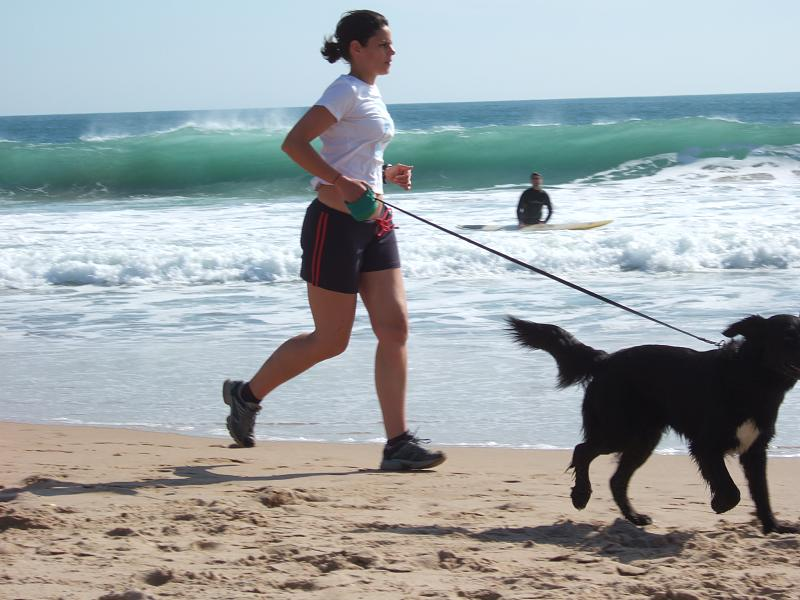
까르까벨로스 해변 위에서 개와 함께 조깅하는 여성.

조깅(영어: jogging)은 느린 속도로 달리는 유산소 운동이다. 주 목적은 빨리 달리는 것에 비해 몸에 압박을 덜 주면서 피트니스를 향상시키는 것, 또 장시간 꾸준한 속도로 달리기를 하면서 페이스를 유지시키기 위함이다.

## 정의
조깅은 여유있는 속도(leisurely pace)로 뛰는 것을 말한다. 달리기에 비해 조깅의 정의에는 표준이 없다. 어떠한 정의는 조깅을 6 마일 매 시 (10 km/h) 보다 더 느리게 뛰는 것으로 정의한다. 달리기는 땅과 닿지 않는 것이 필요한 것으로 정의되곤 하지만 조깅은 땅과의 접촉을 유지한다.

## 역사
조깅의 영어 낱말 조그(jog)는 16세기 잉글랜드에서 기원하였다.

## 같이 보기
- 경보 (육상 경기)
- 달리기
- 플로깅(영어판) - 스웨덴에서 시작된 조깅을 하면서 쓰레기를 수거하는 것으로 체육활동과 자연보호활동이 합쳐진 개념